# Mund (derecho)
Un mund (latinizado en mundium o mundeburdium) en el derecho de los pueblos germánicos de la Antigüedad y la Alta Edad Media, es la potestad de protección que ciertos individuos ejercen sobre otros: un rey sobre su pueblo, un poderoso sobre un débil, un padre sobre su hijo, un marido sobre su esposa. De origen pagano, es a la vez un derecho y un deber.
La palabra procede del protogermánico *mundō, traducido como 'mano' o 'protección' y surgió como prerrogativa de un rey o líder tribal germánico.

## Derecho de familia
El mund es básicamente el liderazgo de un antepasado de una familia, entendiendo por familia todas las personas emparentadas por consanguinidad con dicho antepasado, ejercido sobre todos y cada uno de los miembros de la familia. La responsabilidad del antepasado se dirige más a la familia en su conjunto que a cada miembro individualmente. Es la responsabilidad de defender el bienestar y la existencia de la familia de todos los peligros y ofensas (ya sean contra el cuerpo o contra el honor).
El mund se manifiesta como una potestad disciplinario sobre los miembros de la familia. Su guardián tiene que vigilar la castidad y fidelidad de las mujeres para evitar que se dañe el honor de la familia. Si una novia no es virgen en el momento de su partida de la familia en el caso de la castidad, o si nacen hijos que no son de la sangre común en el caso de la fidelidad. También tiene que controlar a los miembros varones de la familia que puedan deshonrar el honor familiar, que no sirvan a la familia o que puedan poner en peligro a toda la familia por su imprudencia (por ejemplo, arrastrando a la familia a una disputa). Así, el guardián del mund puede expulsar a un miembro de la familia. En este aspecto, es un poder coercitivo, una autoridad, pero no se entiende como la auctoritas romana.
Cuando las tradiciones germánicas se mezclaron con el derecho romano en los reinos posteriores a las grandes  migraciones, el mund, que pasó a denominarse mundium, formó parte de los numerosos códigos legislativos que esos reinos promulgaron. Pasó a ser responsabilidad del pariente masculino más cercano sobre los miembros no responsables de la sociedad, es decir, principalmente niños y mujeres. Como tal, se mezcla con la tutela, pero también protege a las madres (Lex Burgundionum, art. LIX & LXXXV). Se volvía inútil en cuanto dicho miembro protegido era responsable de sí mismo, como cuando los hijos crecían. 
En el momento del matrimonio, el padre de la novia entregaba el mund al esposo. En caso de fallecimiento del titular del mund sobre una mujer, se transmite a los hermanos o al heredero varón más próximo.
Las mujeres carecían de competencia jurídica independiente y su mundium era ejercido por parientes varones o incluso por el rey. Sin embargo, las mujeres prominentes podían llegar a desprenderse del mundium.
En algunos casos, también se ejercía la protección de esclavos, así como a la protección real de monasterios, judíos o mercaderes.
No debe confundirse con ban (latín: bannus), el poder de ordenar y coaccionar, ni con heil, la fuerza divina dentro del jefe.

## Extensión
A partir de un primer mund, el principio se extendió a toda la tribu, y después a varias tribus. Por ejemplo, los primitivos francos se dividían en salios, dispersos en tribus dominadas por munds tribales, y ripuarios, que estaban todos comprendidos bajo el mund de un rey en Colonia, aunque no era el rey de todos los ripuarios, sino sólo su "protector". Esto puede verse como una construcción arcaica del impulso que con el tiempo iba a concentrar el poder coercitivo (potestas) y la violencia legal en manos de unos pocos, a saber, los nobles, y más tarde sólo los monarcas.
El mund vino a ser paralelo al principio de la auctoritas, sin ser lo mismo que la realeza. El mundium regis, por ejemplo, era responsabilidad del rey de proteger a sus súbditos y a las iglesias.
El mund pasó al código de caballería como virtud cristiana. También pasó, aunque modificado, a las concepciones políticas modernas bajo el término de "protector". Hasta cierto punto, el paternalismo asociado a las realezas medievales y modernas debe más al mund que a la realeza germánica elegida.

## Uso en nombres
La partícula mund se encuentra en muchos nombres germánicos y, por tanto, también se pasa a algunos nombres modernos, como por ejemplo:
- Edmundo
- Raimundo
- Segismundo